# El Luto Humano
José Revueltas publicó El luto humano en 1943 con Editorial México. Posteriormente, fue reeditada y publicada por Ediciones Era. Originalmente, Revueltas consideró el titulo Las huellas habitadas, pero al final se inclinó por el definitivo El luto humano. La novela está basada en la participación tangencial de Revueltas como enviado del Partido Comunista Mexicano (PCM) en la huelga de los trabajadores del Distrito de Riego Número 4 en el norte de Nuevo León a principios de los años 30. Por participar en esta actividad, Revueltas fue enviado a la prisión en Islas Marías hasta recibir el indulto del presidente Lázaro Cárdenas en 1935. 

## Temas Importantes
Inicio
La novela abre con un paisaje apocalíptico. Chonita, la pequeña hija de Úrsulo y Cecilia ha muerto. Úrsulo tiene que salir en busca del cura y atravesar un río desbordado para encontrarlo en medio de una terrible tormenta. Adán, enemigo de Úrsulo, le ayuda a cruzar a regañadientes. Tras caer de la lancha, Úrsulo le salva la vida a Adán. En este primer capítulo aparecen temas importantes en esta novela y la obra de Revueltas como por ejemplo los ecos bíblicos a las historias de Noé y el Arca, Adán y Eva y Caín y Abel. 
Sistema de Riego
En la novela, Revueltas describe el Sistema de Riego como un experimento posrevolucionario con la reforma agraria. El narrador explica que el lugar solía ser un páramo casi deshabitado con un río de agua turbia y escasa. Tras la revolución meixcana, en específico durante el Maximato, se construyó una presa y un sistema de irrigación. Después, se expropió un latifundio y se repartió la tierra a pequeños y medianos propietarios para que se dedicaran al cultivo de algodón para exportar a los Estados Unidos. Revueltas describe este momento como uno de auge y desarrollo para el pueblo, si bien no resolvía los problemas de justicia social con los trabajadores. De acuerdo con Revueltas, aunque oficialmente se promocionó esto como una forma de “socialismo mexicano” en realidad: “el gobierno lograba una serie de objetivos: establecía con seria raigambre una mediana propiedad, sólida y conservadora; moderaba, con ello, los ímpetus extremistas de la revolución agraria y, al mismo tiempo, aparecía como un gobierno que no abandona sus principios y que aún es capaz de inscribir en sus banderas aquel vandálico lema de Tierra y Libertad”.

La presa
En la novela, la presa simboliza la esperanza en los gobiernos del partido de la revolución durante los años 20 y 30. Se sugiere que, a través de estos proyectos de infraestructura, estos gobiernos prometieron cumplir con las demandas sociales de la revolución mexicana. Reconstruyendo el clima de optimismo ante estos proyectos y la transformación del territorio que prometían, Revueltas describela presa como una bella estatua. Sin embargo, adelantando su ruina y destrucción a los pocos años de ser construída, la equipara a la ruina de un anfiteatro antiguo: 
"Ingenieros, contratistas, albañiles, mecánicos, carpinteros, poblaron todo de un rumor intenso, vital, como si no fuera un presa sino una estatua, algo nada más bello, que esculpieran para adorno del paisaje gris. Dos, tres años. Quizá cuatro o cinco, de contarse el tiempo empleado en la construcción de la presa. Felicidad llena de vigor, avispero de camiones cargados con cemento, lenguaje preciso de los martillos. Iban creciendo hombres nuevos, con caras nuevas, con manos nuevas. El antiguo, ancestral campesino, manejando hoy una revolvedora de cemento., en contacto firme, estrecho, con esa materia novísima y esbelta, era como un dios joven bajo el varonil traje de mezclilla. Construía la estatua; elevaba sobre la tierra esa música de hierro, de la arena, e la madera, de la grava, condensando poco a poco el aire para volverlo aquella estatua, primero los pies y la osamenta oscura, para más tarde el cuerpo entero con sus cortinas, con sus vestiduras, como un anfiteatro antiguo, solemne y noble".  
La presa se cuartea al cabo de unos años y la gente abandona el pueblo. Con esto, se simboliza el fracaso de los gobiernos revolucionarios, en específico para con los trabajadores de las zonas periféricas del país. 
La huelga
En este marco, aparece la huelga y su líder Natividad. En la figura masculina y profética del líder puede verse la conexión de Revueltas al realismo socialista soviético y mexicano, en autores como el veracruzano José Mancisidor. Algunos de los pasajes más memorables de la novela giran en torno a la descripción de los trabajadores en huelga, que se perciben como un movimiento coordinado, fuerte y digno, silencioso y a la vez sonoro, difícil y lleno de esperanza. Hay en las descripciones una conexión al muralismo revolucionario de pintores como David Alfaro Siqueiros:  
"Los hombros, las espaldas, resienten sobre sí un peso grávido; las manos, encinta, tienen la quietud absorta y meditabunda de las mujeres jóvenes que han de ser madres a poco y a quienes abrirá el gemido puro y original. Se trata del asombro. Del asombro y del júbilo. Un pie no camina solo, sino que está unido a otros pies que a millares se articulan sobre la voz, sobre el pulso, en los sueños, en las largas noches. Se oyen los pasos. Durante el claro mediodía, los pasos. En el crepúsculo, a la mitad de las horas, los pasos, dentro de la caja absoluta del tiempo. Esos hombres, profundamente reunidos en torno de la bandera roja, no se mueven. No se mueven, se escuchan. Hay una campana en la inmensidad de la vida que ellos doblan removiendo las capas terrestres y celestes para que se oiga, aunque permanezcan ahí, mudos, quietos, y en silencio bajo la bandera".